# English Summer Rain
Singles de Placebo
Protège-moi Twenty Years
English Summer Rain est une chanson du groupe de rock Placebo. C'est la deuxième piste de l'album Sleeping with Ghosts. Elle fut réalisée en single.
Cette chanson, construite sur une répétition comme Taste in Men, aborde l'amour à distance. Deux amants sont séparés par 2 000 mètres d'altitude, l'un regardant au ciel pour apercevoir l'avion dans lequel l'autre s'envole vers d'autres horizons. Comme un mal chronique « la pluie d'été anglaise » exacerbe le manque et figure la mélancolie.
Brian Molko explique lui-même ce titre dans une interview donnée aux Inrockuptibles : « Comme pour Taste in Men, je cherchais à écrire quelque chose de répétitif. Une espèce de mantra qui parlerait du départ… Mon amoureuse me quitte pour voyager, je regarde les avions dans le ciel, je me dis qu'elle est peut-être dans l'un d'eux. Moi, je suis encore à Londres, c'est l'été, il pleut, c'est chiant et elle me manque terriblement. »

## Liste des titres du single
1. English Summer Rain
2. I’ll Be Yours